# Дрянь хорошая, дрянь плохая
«Дрянь хорошая, дрянь плохая» — российский художественный фильм режиссёра Александра Хвана, снятый в 1998 году. Автором сценария фильма выступил исполнитель одной из главных ролей Армен Петросян.

## Сюжет
Два друга детства Армен и Алексей с криминальным душком попадают в ситуацию, при которой многолетняя дружба в расчет не принимается.
Какая же дрянь «дряннее», та которая пытается кинуть друга на огромное количество денег, причем способом весьма примитивным, или та, которая стремясь вернуть деньги, берет в заложники жену и ребёнка своего друга и компаньона?

## В главных ролях
- Армен Петросян — Армен
- Оксана Фандера — Наташа
- Александр Тютин — Алексей

В эпизодах:
Александр Хван, Виктория Кроль, Станислав Дужников, Валерий Гурьев, Валерий Лущевский, Влад Воронов, Артём Хван и др.

## Озвучивание
- Всеволод Кузнецов — роль Александра Хвана

## Съёмочная группа
- Автор сценария: Армен Петросян
- Режиссёр-постановщик: Александр Хван
- Оператор-постановщик: Анатолий Сусеков
- Художники-постановщики: Григорий Широков, Виктория Кроль, Александр Хван, Анатолий Сусеков
- Музыкальное оформление: Александр Хван
- Звукооператор: Алексей Разоренов
- Художник по костюмам: Евгения Червонская
- Художник-гримёр: Нэлли Журбенко
- Монтажёр: Альбина Антипенко
- Директор картины: Алексей Успенский
- Исполнительный продюсер: Евгений Улюшкин
- Продюсер: Сергей Члиянц

## Награды
Номинация на премию «Золотой петушок—98» в категории «Российский фильм года на широком экране»;